# Fossombronia herzogii
Fossombronia herzogii là một loài Rêu trong họ Fossombroniaceae. Loài này được K.I. Goebel mô tả khoa học đầu tiên năm 1916.